# Parco archeologico della Neapolis

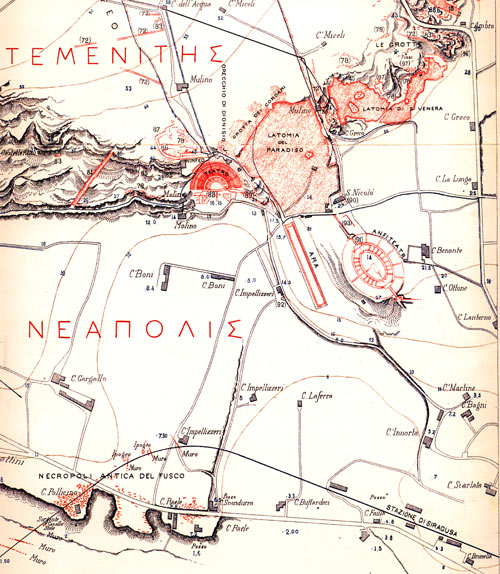
Mappa del Parco archeologico disegnata dall'archeologo palermitano Francesco Saverio Cavallari (1809 - 1896).

Questa statua ad opera dello scultore rosolinese Biagio Tommaso Poidimani, raffigura l'eroe mortale Prometeo, colui che rubò il fuoco agli dei per donarlo agli uomini e che per questo fu punito severamente da Zeus. Questa statua di bronzo, alta 3 metri, si trova vicino all'ingresso del parco archeologico; posto all'esterno del sito dove vi è l'Albero secolare di Siracusa. Avendo la città aretusea un'importante tradizione con la mitologia greca, la statua della Neapolis si amalgama con il passato siracusano.

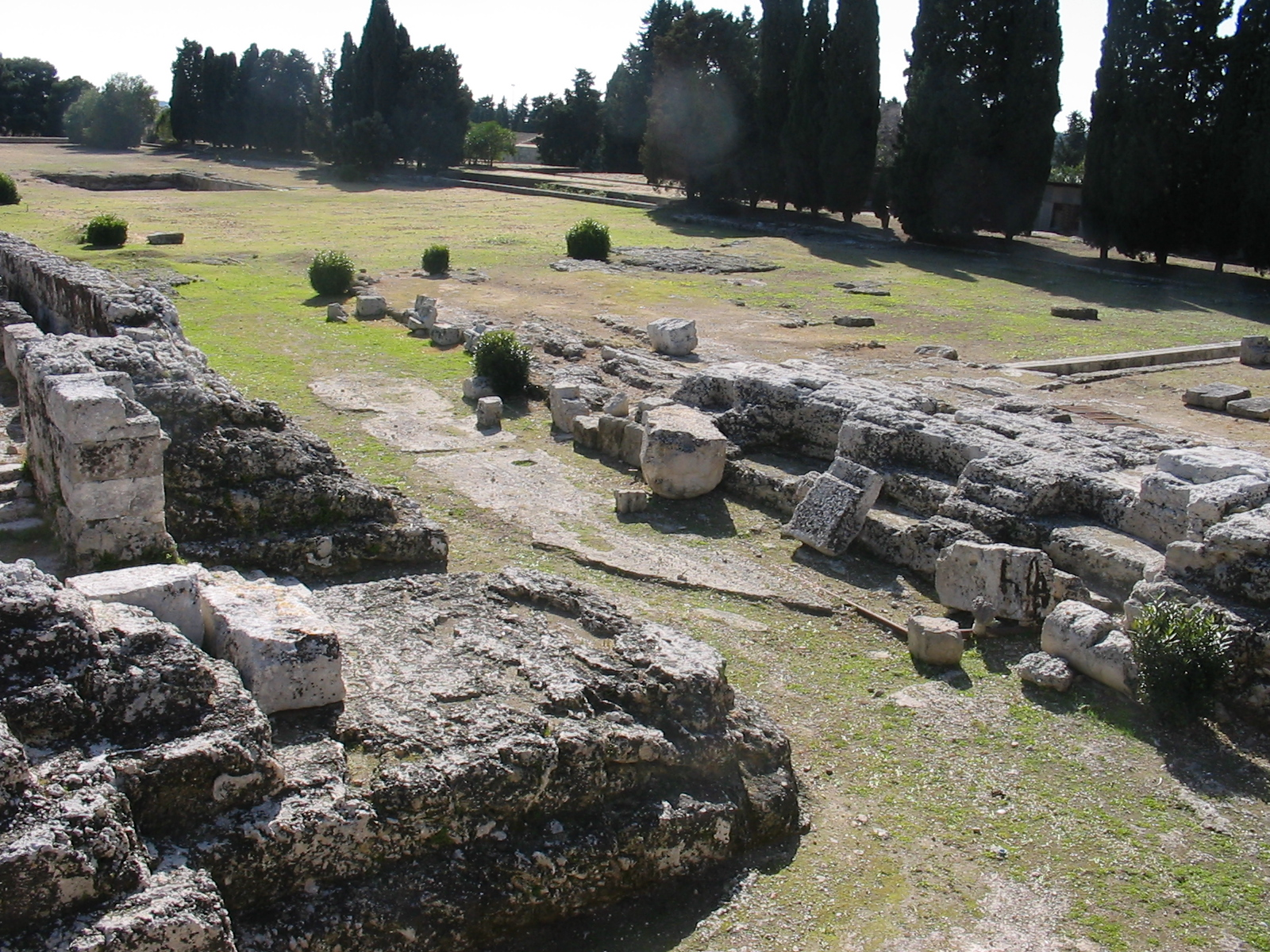
L'Ara di Ierone II

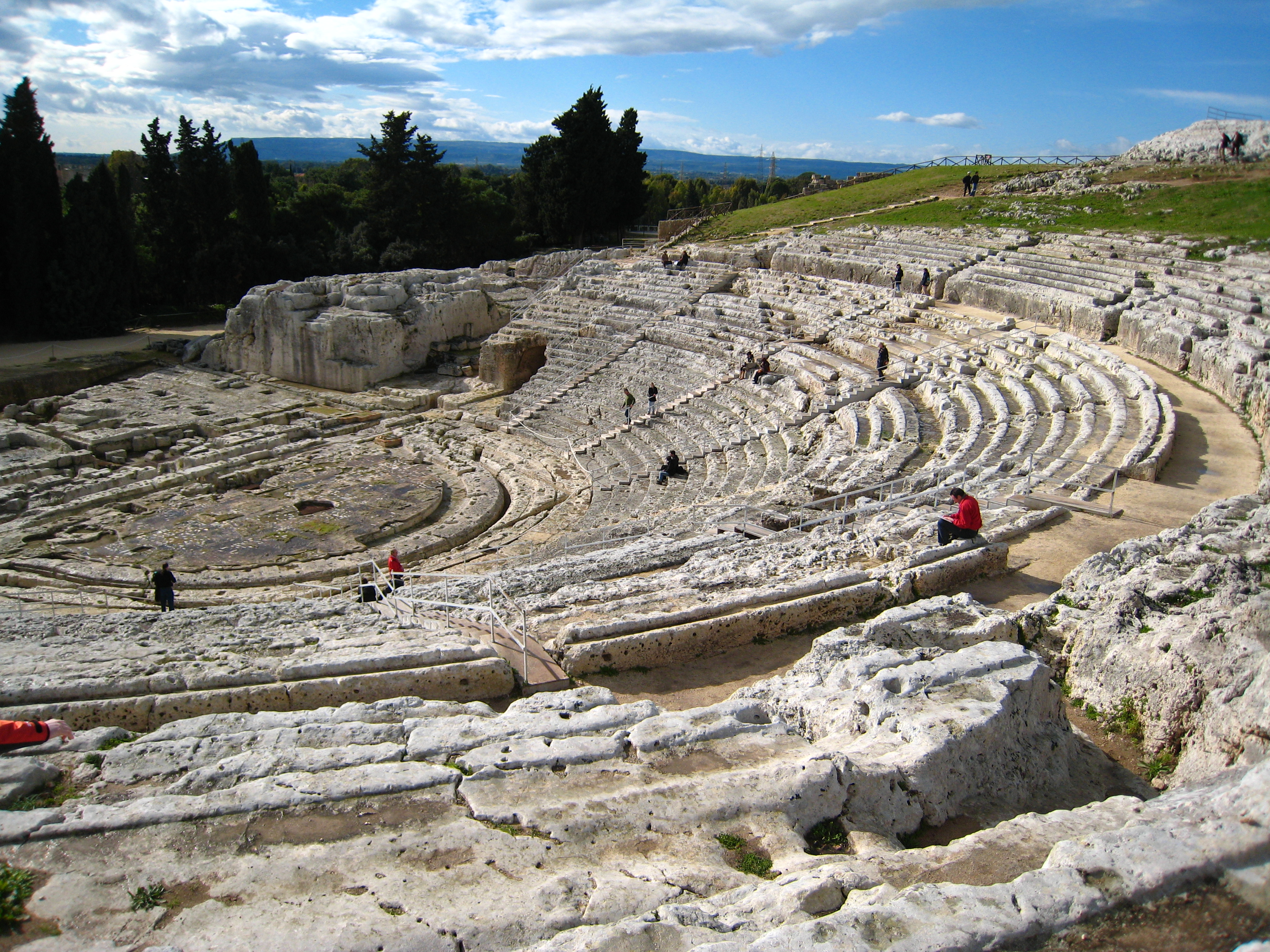
Il Teatro greco

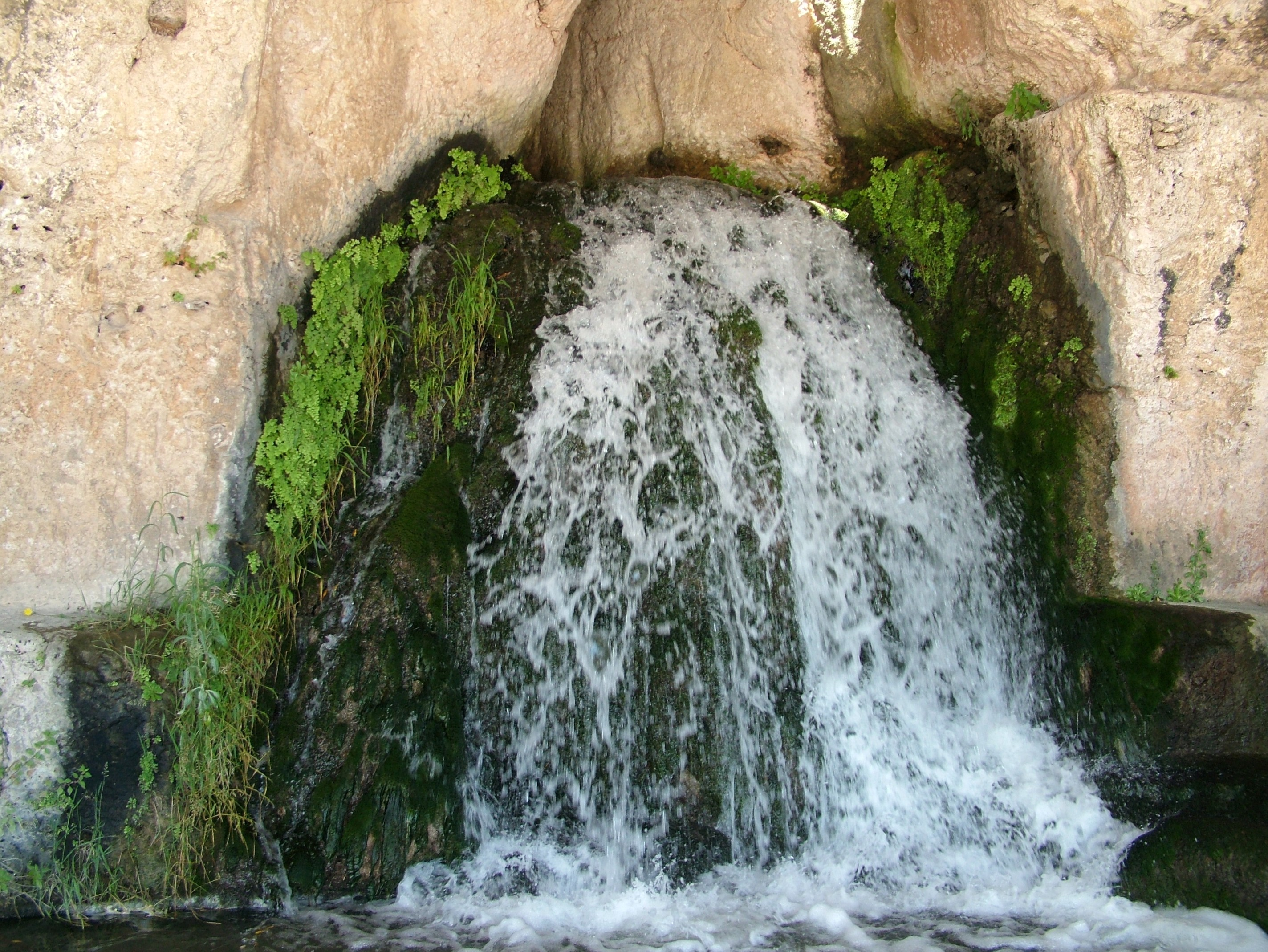
La Grotta del Ninfeo

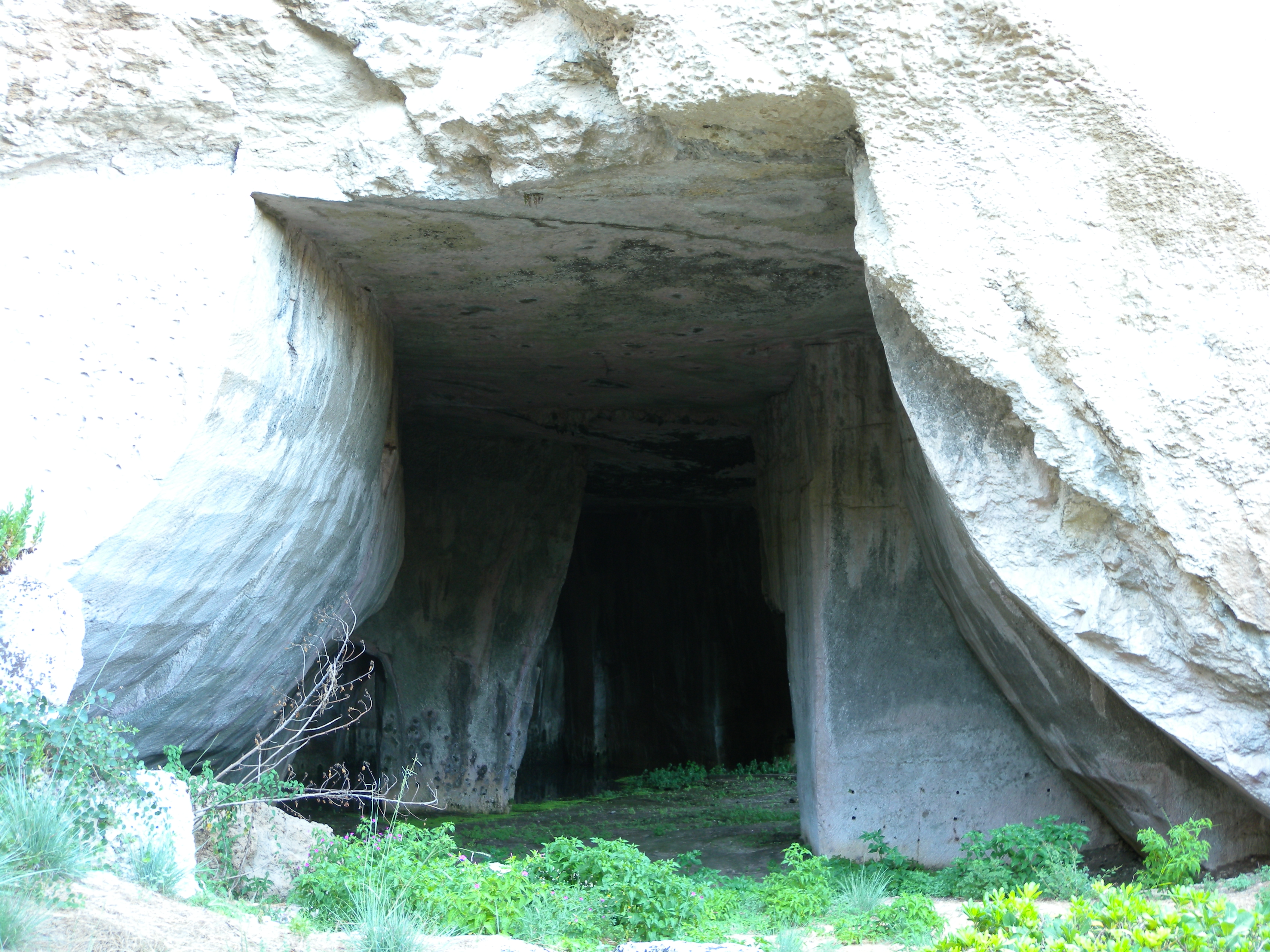
La Grotta dei Cordari

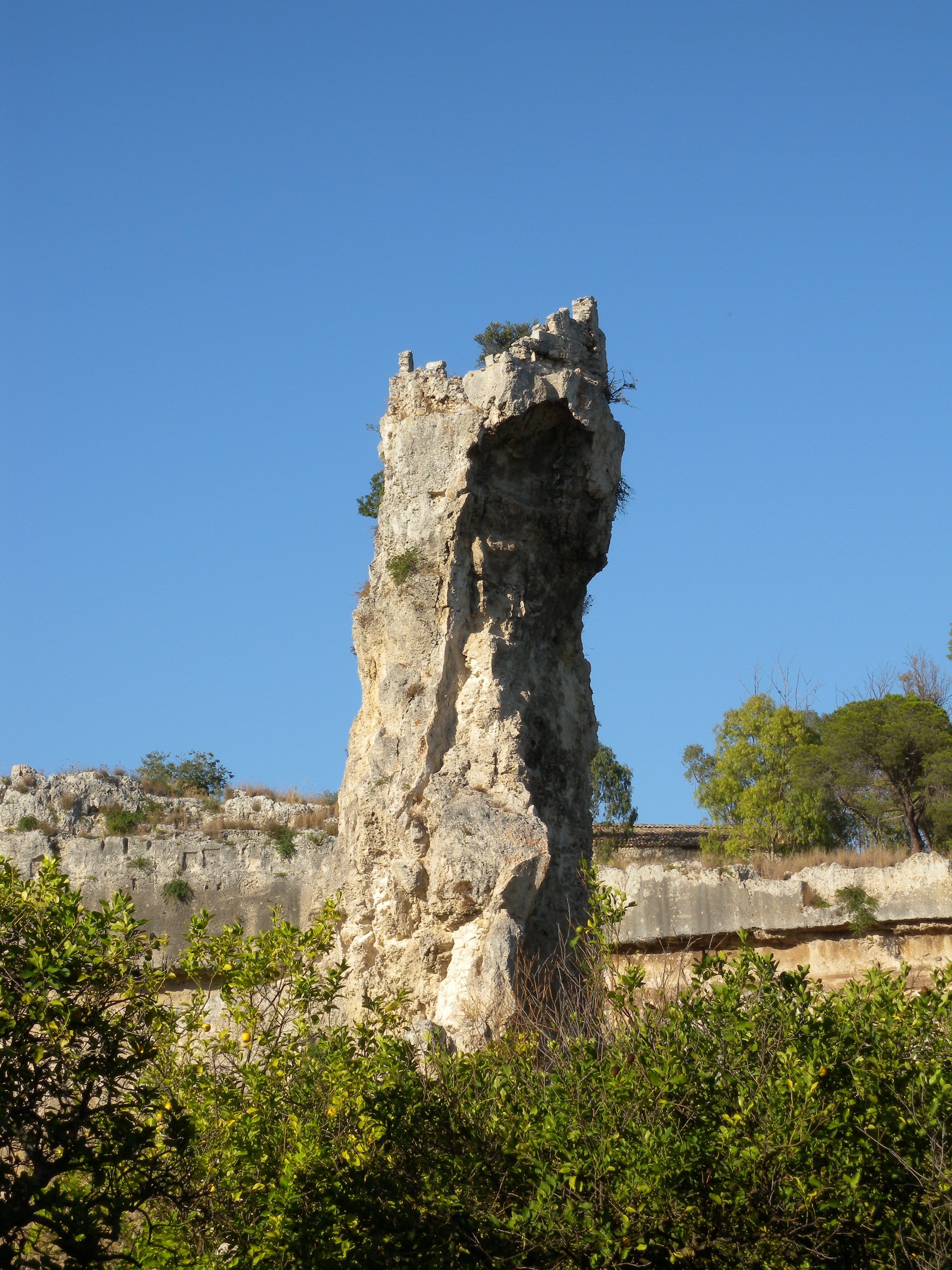
Le latomie della Neapolis

Il Parco archeologico della Neapolis è un'area naturale colma di reperti archeologici appartenenti a più epoche della storia siracusana. 
Per la quantità e la rilevanza dei suoi monumenti è considerata una delle zone archeologiche più importanti della Sicilia, nonché tra le più vaste del Mediterraneo.

## Storia del Parco
Il parco, situato nella circoscrizione della Neapolis di Siracusa è corrispondente ad una piccola parte dell'antico quartiere di Siracusa in età greca (siceliota) e romana, Neapolis (dal greco "Νεά πολις" "Città Nuova"), racchiude la maggior parte dei monumenti siracusani sopravvissuti. È stato realizzato dalla Soprintendenza della Sicilia Orientale (Soprintendente Luigi Bernabò Brea) con i fondi economici della Cassa per il mezzogiorno tra il 1952 e il 1955. I grandi monumenti affioranti erano stati già oggetto di scavi da parte di D. Lo Faso duca di Serradifalco (editi nel 1840) e successivamente di due noti archeologi Paolo Orsi e Luigi Bernabò Brea. Il parco venne "disegnato" da V. Cabianca che lo inserì nel Piano regolatore di Siracusa e fu realizzato con l'intenzione di racchiudere in un unico sito protetto tutti i monumenti che si trovavano in quella zona, evitando così che essi potessero un giorno trovarsi in pericolo a causa della espansione urbanistica, che peraltro si è spinta sino ai bordi dell'area con infinite costruzioni edilizie.
Dagli anni cinquanta agli anni ottanta la città di Siracusa andò incontro ad un notevole sviluppo della popolazione (da 66.000 a 117.000 abitanti) e, con un incremento demografico così accelerato, nel giro di soli tre decenni anche il tessuto urbano mutò progressivamente e molte zone che un tempo erano solo campagna divennero densamente edificate. Numerose nuove abitazioni vennero costruite su necropoli, terme, templi, strade antiche. Molti monumenti dell'antica città furono dunque sommersi dalla nuova edilizia. Ciò non avvenne invece per i monumenti all'interno del Parco della Neapolis che, essendo recintati e dunque inibita qualsiasi tipo di costruzione all'interno del suo perimetro, vennero così salvaguardati dall'espansione della città.
Tale parco, oltre ai resti archeologici, ha protetto i numerosi alberi e dunque la delicata flora della zona che insieme alle architetture compongono l'area verde urbana più vasta di Siracusa.

## Aspetto naturalistico
Il clima nella zona del parco può definirsi piuttosto complesso, la folta vegetazione infatti lo rende umido soprattutto nei punti più profondi, mentre varia per divenire caldo e arido nei luoghi soleggiati più elevati, come ad esempio nella zona del Teatro greco che si trova vicino al punto più elevato del rilievo montuoso che contraddistingue il parco. I fattori che influenzano questo tipo di clima sono i venti salini provenienti dal mare (il parco si trova a poca distanza dal mare) e la scarsa piovosità della zona.
La vegetazione del parco è molto variegata. Negli ultimi tempi i forestali che si occupano della sistemazione del parco hanno censito oltre 250 specie di piante. Tra gli alberi più diffusi si hanno le essenze sempreverdi come gli ulivi, i cipressi mediterranei, i pini mediterranei, la palma da datteri, i ficus e diverse altre specie botaniche. Sono diffusi anche gli alberi di agrumi (aranci e limoni soprattutto). Diffuso è anche l'albero del carrubbo che si adatta ai climi più caldi del Mediterraneo. Presente è anche il melograno, altro frutto caratteristico del parco, tanto che un tempo la zona dove si trova l'Anfiteatro romano era detta "la fossa dei granati" cioè la fossa dei melograni, nome datole proprio per l'abbondanza degli alberi di questo frutto che vi crescevano intorno e considerati fin dall'antichità come il simbolo della fertilità:
(Alessio Narbone, Istoria della letteratura siciliana, Volume 1, 1852)
L'origano è una pianta aromatica molto caratteristica del parco, qui infatti sul rilievo montuoso del colle Temenite cresce una specie rara di origano detta Origanum onites:
(Guglielmo Capozzo, Memorie su la Sicilia..., 1840)
Il nome dell'origano deriva dalla lingua greca: da "oros" monte e da "ganos" splendore, bellezza, pertanto lo splendore del monte, poiché questa pianta è particolarmente significativa e il suo fiore copre, decorandolo, il suolo in cui cresce. Si narra che fu Alessandro Magno ad importarlo in Europa di ritorno dalle sue avventure in Oriente, ma dato che la rara specie di origano che cresce solo a Siracusa (Colle Temenite, Tonnara di Santa Panagia, Balza di Akradina) e in alcune zone di Catania, è stata definita di seme autoctono, ciò lascia pensare che l'origano qui abbia avuto una propria diffusione naturale non dipendente dall'importazione di epoca alessandrina. L'onites è identificata nel Mediterraneo orientale. Grazie alle pareti calcaree vi crescono anche i capperi (Capparis spinosa), altra pianta aromatica che predilige le zone rampicanti costiere e rocciose come il terreno del parco siracusano. Ulteriore pianta aromatica presente è il timo.
La macchia mediterranea costituisce la flora del parco. Vi si trovano gli arbusti di mirto, pianta profumata di origine antica, l'acanthus mellis (le foglie d'acanto), sono note perché vennero riprodotte come modello architettonico greco-antico nel famoso Ordine corinzio.
Nel parco si ha la crescita di piante caratteristiche come il antirrhinum siculum miller; il barboncino mediterraneo; le polygonaceae; l'edera rampicante, il rovo che produce dei frutti a drupa.
Molte di queste piante producono dei fiori di particolare bellezza. La composizione floreale del parco è data dall'hibiscus (specie tiontun) con dei grandi fiori campanulati di svariati colori, dalla malva sylvestris, fiore presente nei luoghi incolti, dalla campanula (specie rupestris), grandi fiori a forma di campanella e di colore blu che crescono lungo le pareti rocciose e i muri, dalla bouganvillea (specie spectabilis), fiore brasiliano importato nell'Ottocento, dal fiore dell'arbusto Tamarix gallica, notevole pianta che produce fiori rosa o bianchi, diffusa nel Bacino del Mediterraneo. Anche la nymphaea, il fiore che cresce nell'acqua, fa parte della vegetazione del parco poiché cresce sul terrazzo del colle Temenite dove vi è la grotta che trae radice dal suo nome.

### La morfologia del parco
Il parco è posto sul modesto rilievo montuoso detto colle Temenite. Questo rilievo, così come il monte Epipoli, fa parte dei rilievi montuosi, non molto elevati, che attraversano il territorio urbano di Siracusa.
Il colle divide in due le caratteristiche territoriali del parco. A sud di esso si trovano i primi monumenti della Neapolis, mentre dirigendosi verso nord si trovano le profonde latomie, scavate nella roccia di questo colle. Sopra la sua cima, detta terrazzo, si trovano ancora altre vestigia.
Questo colle è menzionato da Tucidide, che nel descrivere la guerra che Atene mosse a Siracusa, narra di dove si accamparono i soldati ateniesi:
(Domenico Lo Faso Pietrasanta, Le antichità della Sicilia esposte ed illustrate... , 1840)
Il parco si trova nei pressi del fiume Anapo, ma anche al suo interno vi doveva affluire dell'acqua poiché gli storici raccontano di fonti, soprattutto nell'Ottocento, una delle quali portava lo stesso nome del colle:
(Gaetano Moroni, Dizionario di erudizione..., 1854)
Questa descrizione si riferisce al territorio che circonda il parco. Sul terrazzo del colle Temenite sgorga dell'acqua proveniente dall'acquedotto detto del Ninfeo, dato che le sue acque sgorgano all'interno dell'omonima grotta. Anche l'acquedotto Galermi venne a confluire all'interno del parco, poiché fu precedentemente collegato, tramite un ponte oggi non più esistente, alla piccola cascata che sgorga dalla grotta del Ninfeo che pare abbia un collegamento anche con l'acqua proveniente dall'acquedotto Galermi.

## Il percorso dei monumenti
I monumenti sono elencati seguendo un percorso cronologico:
Chiesa San Nicolò ai Cordari
Venne costruita in epoca normanna subito dopo il periodo della dominazione araba nella città aretusea. Sotto di essa si trova la cosiddetta Piscina Romana. Nella chiesa di San Nicolò ai Cordari, nel 1093, vennero celebrati i funerali del conte di Siracusa, Giordano d'Altavilla, figlio del gran conte Ruggero I di Sicilia. I normanni la vollero dedicare a san Nicolò di Mira. Nel 1577 la chiesa fu concessa ai cordari (fabbricatori di corde artigianali) che lavoravano le loro corde nelle latomie della Neapolis, poste oltre la chiesa. Ecco perché oggi è detta chiesa San Nicolò ai Cordari o chiesa San Nicolò dei Cordari, poiché venne frequentata dalle famiglie siracusane dei cordari. Con l'istituzione del Parco, nel 1955, divenne la sede dell'ufficio informazioni per i visitatori del vasto parco archeologico. La chiesa ne rappresenta tutt'oggi l'ingresso.
La Piscina romana
Si tratta di grandi serbatoi d'acqua ricavati tagliando la pietra delle latomie. Queste condotte idriche naturali servivano ai siracusani, ai tempi dell'Antica Roma, per riempire d'acqua l'anfiteatro romano di Siracusa e dare inizio ai giochi nautici e alle lotte acquatiche.

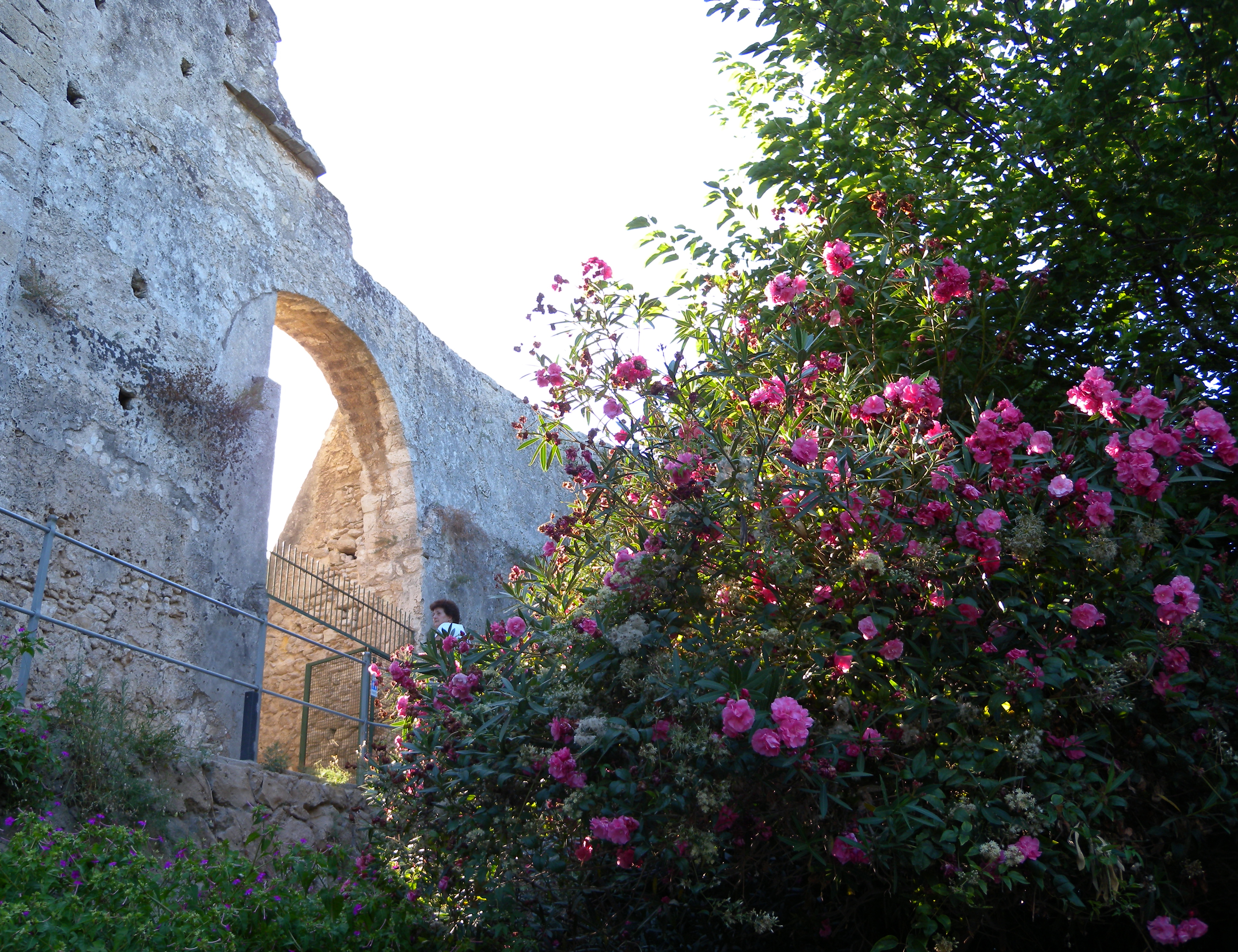
L'acquedotto Galermi nei pressi dell'anfiteatro romano

Anfiteatro romano di Siracusa
Viene considerato come una delle realizzazioni edilizie più rappresentative della prima età imperiale romana. È in gran parte scavato nella roccia e per la costruzione della parte nord orientale si è sfruttato il pendio della balza rocciosa. L'anfiteatro, riportato alla luce nel 1839 dal duca di Serradifalco - ha dimensioni monumentali: sembra si possa valutare lungo m 140 e largo m 119). Il monumento ha due ingressi ed è servito da un articolato sistema di scale che scendono dalla quota superiore posta all'esterno. L'arena era dotata, al centro, di un ampio vano rettangolare, originariamente coperto, collegato attraverso un passaggio sotterraneo con l'estremità meridionale del monumento, sull'asse del corridoio di ingresso. Intorno all'arena la cavea è distinta da un alto podio, dietro il quale corre un corridoio coperto con varchi per l'accesso all'arena dei gladiatori e delle belve.
Arco trionfale di Augusto
Nella parte meridionale dell'Anfiteatro romano sorgeva un grande arco architettonico largo 10 metri, profondo 6 metri, alto complessivamente circa 13 metri. Oggi rimangono visibili le fondamenta di questa struttura che doveva essere di notevole impatto visivo e di importante uso logistico poiché fungeva da ingresso posto nell'area monumentale romana di epoca augustea.
Sarcofagi di pietra romani e case ellenistiche
Si tratta di sarcofagi di epoca romani provenienti da diverse necropoli siracusane e posti nei pressi dell'Anfiteatro. Sempre in quella zona si trovano dei resti architettonici di case dell'epoca ellenistica.
Ara di Ierone II
Ciò che rimane oggi sono quasi esclusivamente le strutture basamentali, ricavate nella parte bassa del declivo roccioso del Colle Temenite. La struttura superiore infatti, venne asportata quasi completamente nel XVI secolo per essere riutilizzata nella costruzione delle fortificazioni spagnole della città. Fu dedicata a Zeus Eleutherios. Del monumento si conserva l'immenso basamento roccioso lungo circa m 198 m e largo m 22, che per circa la sua metà settentrionale insiste su un'enorme cavità sotterranea forse di formazione naturale, usata in passato per l'estrazione della roccia, prima della costruzione dell'ara.
Teatro Greco di Siracusa
Il Teatro greco di Siracusa è un teatro costruito nella sua prima fase nel V secolo a.C. sulle pendici sud del colle Temenite, rifatto nel III secolo a.C. e ancora ristrutturato in epoca romana. In epoca greca vi vennero rappresentate grandi tragedie e commedie. Eschilo vi presentò per la prima volta I Persiani e le Etnee dedicandole a Gerone I. La cavea aveva un diametro di 138,60 metri, uno dei più grandi del mondo greco, ed era in origine costituita da 67 ordini di gradini, per la maggior parte scavati nella roccia viva e divisi in 9 settori ("cunei") dalle scalinate. Molte delle sue importanti parti architettoniche furono distrutte ed esportate dagli spagnoli nel 1500. Ancor oggi al Teatro greco si rivivono i fasti del passato, portando in scena le tragedie greche nel periodo primavera-estate. Nel 2008 l'area del Teatro, così come altre aree del Parco, sono state munite di un sistema di illuminazione computerizzato per rendere le visite serali ancora più suggestive. Alcuni di questi interventi sono stati realizzati anche grazie ai fondi del Gioco del Lotto, in base a quanto regolato dalla legge 662/96.

### Sul colle Temenite
Grotta del Ninfeo
La grotta si trova vicino alla parte più elevata del piccolo rilievo montuoso, su una terrazza rettangolare che costeggia il teatro greco e si apre al centro della parete rocciosa dove un tempo si trovava un porticato chiuso a forma di lettera "L". Al suo ingresso erano poste delle statue dedicate alle Muse. Il Ninfeo siracusano si pensa fosse l'antica sede del Mouseion (il santuario delle muse), sede della Corporazione degli artisti, dove gli attori si riunivano prima di scendere nel teatro. La grotta presenta un soffitto a volta e al suo interno si trova una vasca di forma rettangolare nella quale si raccoglie l'acqua che scorre a cascata da una cavità posta nel fondo della parete rocciosa. Accanto alla parete d'ingresso si notano delle edicole votive che servivano per la pratica del culto degli eroi (Pìnakes).
Via dei Sepolcri
È una suggestiva strada lunga 150 metri che conduce alla cima del Colle Temenite. Attraversandola si notano le alte pareti rocciose che la circondano da entrambi i lati e le edicole votive che vi furono scavate lungo tutto il tragitto. Siracusa avendo un'importante tradizione greca conosceva e praticava il culto degli Eroi che erano, in epoca antica, considerati dei "Semidei". Poi, in epoca greca successiva, quando si parlava di "Eroe" si intendeva un "defunto" che si era particolarmente distinto in vita e per questo da morto meritava di essere "eroicizzato", ovvero di essere onorato e venerato come si veneravano gli eroi mortali. La Via è in salita e curva prima verso ovest e poi verso nord. Essa conduce nel punto più alto del Colle siracusano. Salita la Via dei Sepolcri si giunge sulla cima del rilievo montuoso detto Colle Temenite. Qui sono stati individuati i resti del Santuario di Apollo Temenite (termine greco "Temenos" che significa "Recinto sacro") che dà il suo nome all'intero Colle.
Mulini di Galerme
I Mulini di Galerme furono un complesso di mulini ad acqua posti sopra la cavea del Teatro Greco di Siracusa e risalenti ad epoca tardo-medievale. Prendono il nome dall'acquedotto Galermi. Di questo complesso oggi è rimasta visibile solamente la cosiddetta casetta dei mugnai, una sorta di torre collegata al periodo storico dei Mulini di Galerme i quali vennero edificati al tempo del feudalesimo siciliano intorno alla zona del colle Temenite. Interessante da un punto di vista architettonico doveva essere l'alto Ponte canale dei mulini, anch'esso demolito nel periodo ottocentesco. Sotto l'intatta casetta dei mugnai è stata ritrovata una grotticella funeraria a forno, databile al periodo siculo, ritrovamento importante poiché dà l'ulteriore conferma che il rilievo del Temenite fu frequentato già in epoca pre-greca.

### Latomie siracusane
(Alessio Narbone. Istoria della letteratura siciliana, Volume 3, 1854)
Latomia del Paradiso
(Domenico Lo Faso Pietrasanta, Le antichità della Sicilia esposte ed illustrate... , 1840)
(Dominique Vivant Denon Voyage en Sicile (1787))

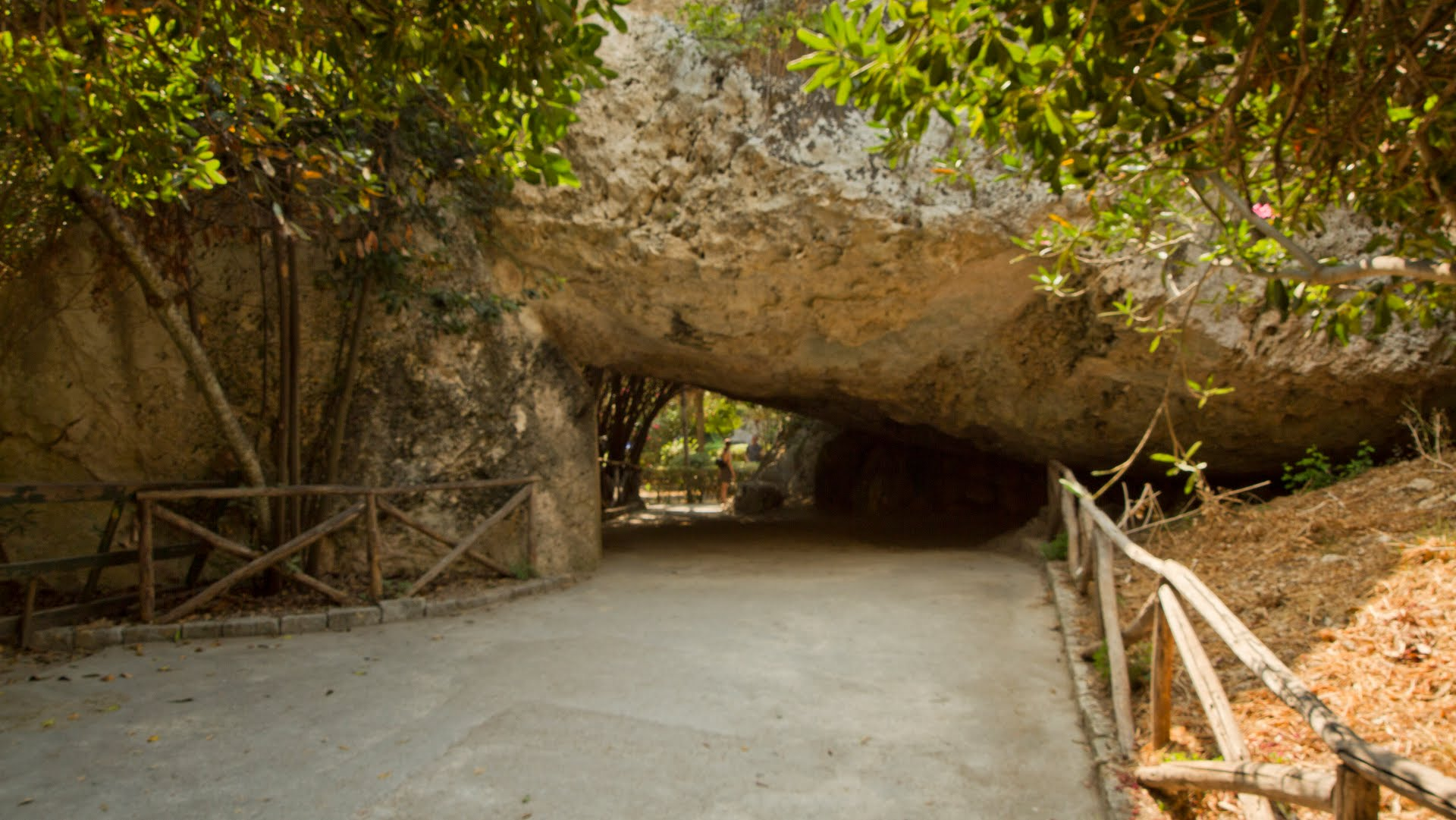
Sentiero del parco vicino alla zona delle grandi latomie

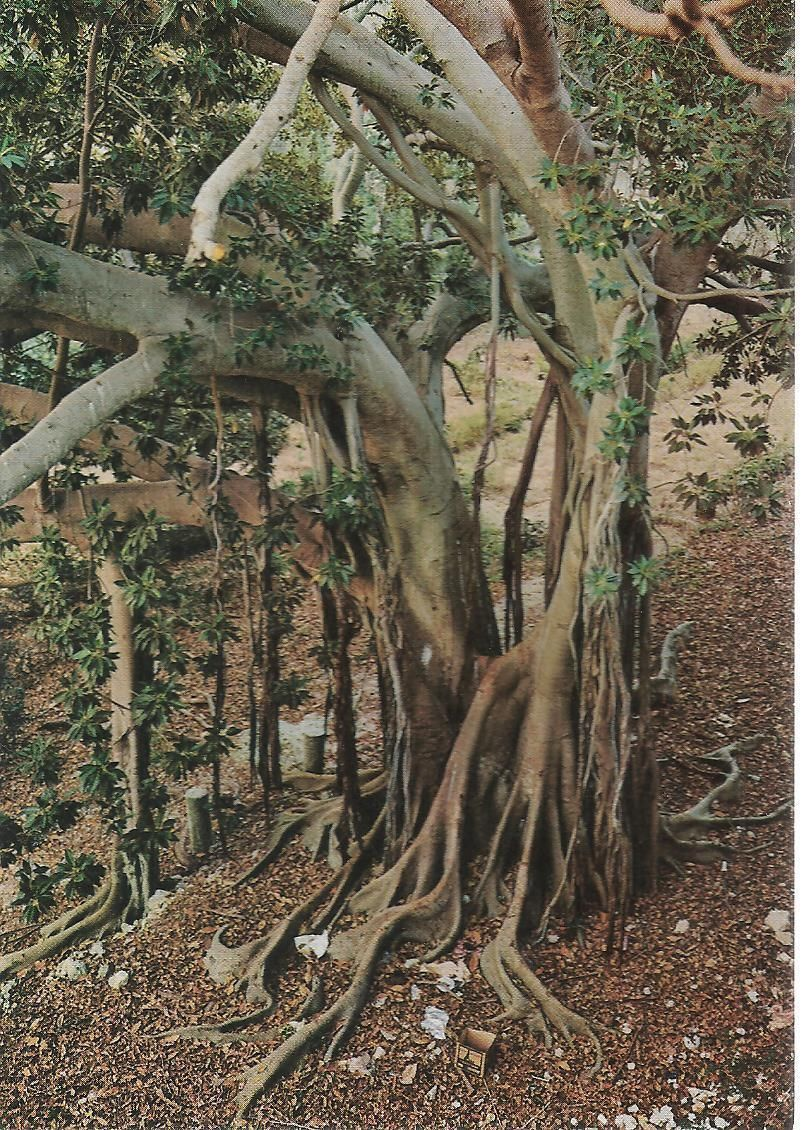
Il plurisecolare "Ficus delle Pagode"; dai siracusani chiamato "l'Albero Secolare"

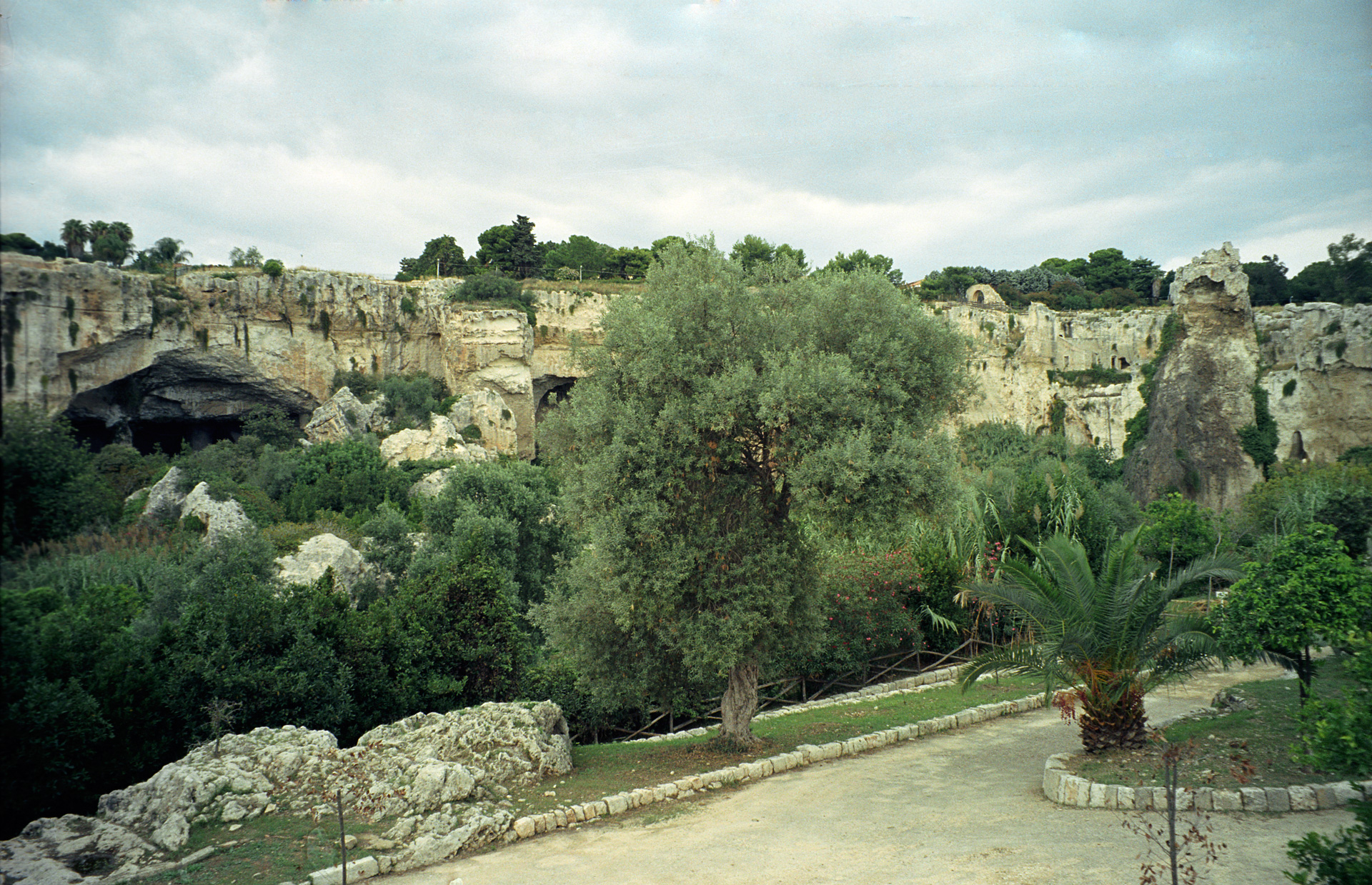
Il tratto del parco nei pressi della Latomia del Paradiso, vasta area verde del sito, nota per le sue cavità di roccia bianca calcarea

La latomia del Paradiso è la più grande della Neapolis e quella posta più ad occidente, vicino l'Ara di Ierone II. Il suo percorso è solo parzialmente visitabile, poiché alcuni punti sono chiusi e non percorribili. In alcuni suoi tratti raggiunge la considerevole profondità di 45 metri. Da essa si estraevano i blocchi di pietra più grandi. Al suo interno si aprono delle grandi cavità chiamate Orecchio di Dionisio, Grotta dei Cordari e Grotta del Salnitro.
Orecchio di Dionisio
Questo nome le fu dato dal Caravaggio, poiché quando la vide e conobbe la storia che la legava al tiranno Dionisio I di Siracusa, il quale dall'interno della latomia udiva in segreto ciò che dicevano i suoi prigionieri, pensò che il nome di "Orecchio", data la sua storia e la forma simile ad un immenso padiglione auricolare, fosse davvero appropriato. La sua altezza è di 20 metri presso l'ingresso, all'interno invece aumenta divenendo 35 metri. La sua larghezza va dai 5 agli 11 metri e si estende per una profondità di 65 metri.
La Grotta dei Cordari
La Grotta dei Cordari è un'altra cavità artificiale. Prende il suo nome dall'attività dei fabbricatori di corde artigianali, all'opera già dall'epoca medievale e fino alla seconda metà del '900. Proprio in questa grotta si narra che venissero rinchiusi i prigionieri del tiranno Dionisio I. Il poeta Filosseno di Citera, che contraddisse il tiranno pungendolo sulla sua scarsa vena poetica, venne rinchiuso diverse volte nella latomia del Paradiso, dove compose la sua più nota opera intitolata Ciclope. Esiste però un dubbio se si trattasse dell'Orecchio di Dionisio o della Grotta dei Cordari, poiché secondo le testimonianze di Claudio Eliano, Filosseno venne rinchiuso «nella grotta più bella delle Latomie» ed entrambe queste grotte, sia per il taglio che per i colori prodotti, sono di notevole bellezza.
La Grotta è stata chiusa dal 1983 al luglio 2021 quando grazie a grandi sforzi di pulizia e messa in sicurezza da parte del Parco Archeologico di Siracusa, della Regione Siciliana e della Aditus srl, concessionaria ufficiale del parco, è stata riaperta al pubblico.
La Grotta del Salnistro
Il suo nome deriva dalle colorazioni delle sue pareti, simile alle sfumature del minerale salnitro. Essa non è artificiale poiché si è formata naturalmente dopo un crollo avvenuto nelle latomie, le cui rocce sono andate a depositarsi dando vita alla sua formazione. Anche le sue pareti servirono per l'estrazione della pietra siracusana con la quale si edificò la polis siceliota.
Latomia dell'Intagliatella
Questa latomia è collegata a quella del Paradiso tramite una breve galleria. Essa è il frutto di secoli di erosione e acque meteoriche che ne hanno levigato le pareti dandole la forma attuale. Il suo segno più riconoscibile e caratteristico è un'alta e lunga roccia posta all'interno del suo perimetro.
Latomia di Santa Venera
La latomia di Santa Venera è quella posta più a oriente di tutto il parco. Nota per il suo giardino subtropicale coltivato fin dall'epoca settecentesca; in alcune delle sue pareti sono visibili le edicole votive, a testimonianza che in questa latomia si praticava il culto degli Eroi. Qui vi è l'enorme "Ficus delle Pagode", un esemplare plurisecolare di ficus macrophylla. Viene detto delle Pagode poiché il suo significato è religioso (la pagoda è un edificio religioso orientale); generalmente questi alberi non raggiungono altezze elevate se piantati fuori dalle loro terre d'origine, ma il ficus siracusano fa un'eccezione poiché l'aver raggiunto un'altezza notevole dimostra di avere trovato un clima adatto nelle latomie aretusee. Gli abitanti della città lo conoscono meglio col nome di "Albero secolare", visibile anche dall'esterno del parco.

### La Necropoli Grotticelle

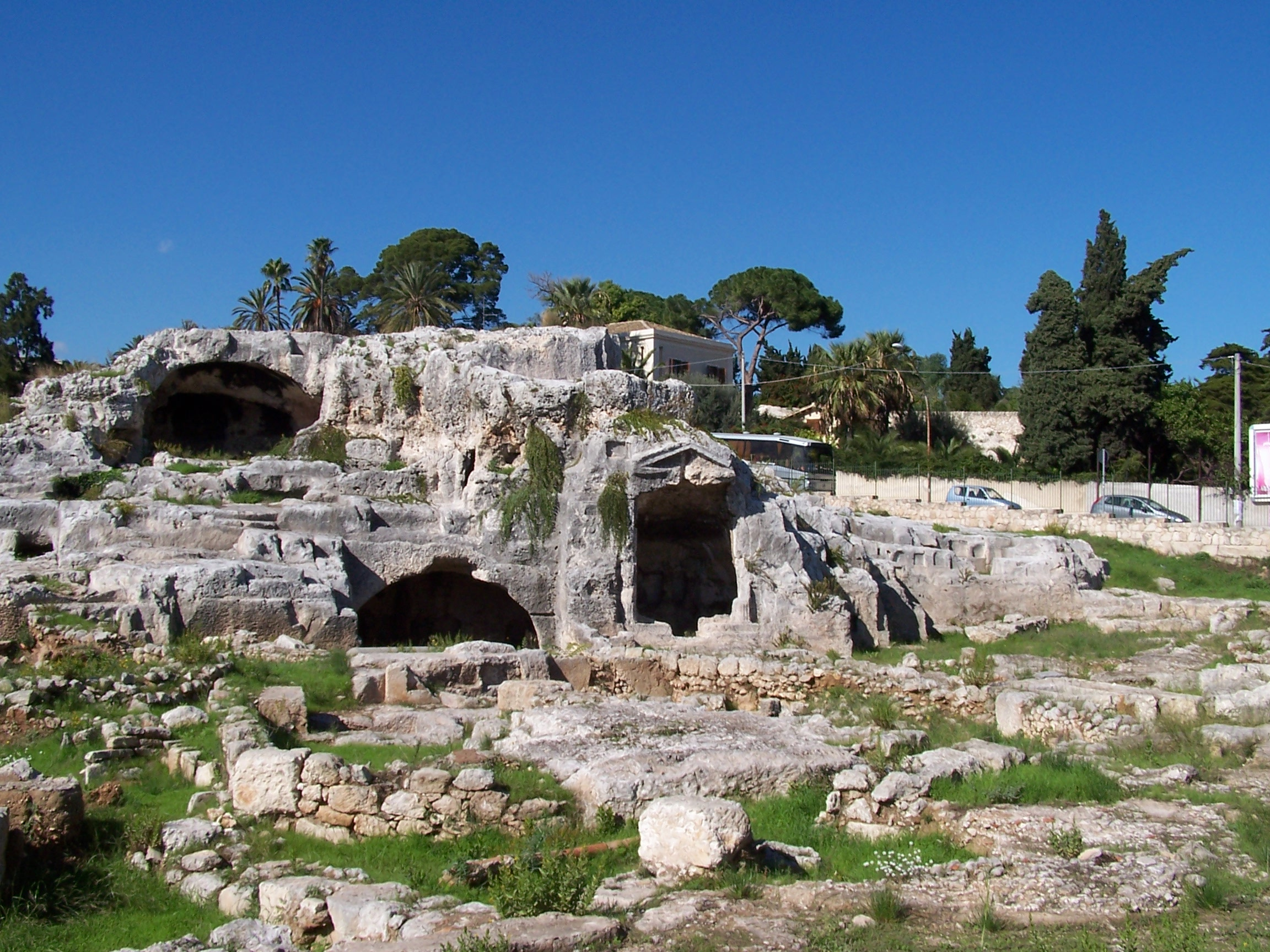
Necropoli Grotticelle e Tomba di Archimede

Lasciando la latomia di Santa Venera si giunge alla parte finale del parco che comprende la Necropoli Grotticelle, anch'essa visibile dall'esterno del parco poiché si trova nei pressi di una densa zona urbana.
Alcuni scavi effettuati nei pressi di questa necropoli hanno riportato alla luce un tratto di strada e delle strutture murarie d'epoca pre-greca o greca, inoltre sono stati trovati i resti di quello che potrebbe essere stato un edificio sacro edificato su una precedente costruzione di epoca più arcaica.
All'interno della necropoli esistono numerose tombe sia d'epoca sicula che greca e romana. Le tombe a fossa del periodo siculo e greco non sono molto visibili mentre spiccano le tombe a camera d'epoca imperiale romana.

#### La presunta Tomba di Archimede
Tra queste tombe a camera vi è la presunta "Tomba di Archimede". Si tratta della più vistosa e presenta in rilievo delle semicolonne doriche e sopra, sempre scolpito sulla roccia, un frontone a timpano. Con il tempo questa tomba è stata appellata come la Tomba di Archimede, dato che l'odierna popolazione siracusana ha ritenuto la tomba più maestosa potesse solo essere quella del più illustre siracusano di tutti i tempi. Ma si sono sbagliati, perché questa tomba è stata datata al periodo romano imperiale, dunque molti secoli dopo il tempo di Archimede, ed inoltre al suo interno sono state rinvenute delle urne cinerarie, ed è risaputo che i sicelioti siracusani non avevano l'usanza delle ceneri ma quella della sepoltura. I romani invece usavano le ceneri e il colombario romano della Neapolis lo dimostra. Data la sua grandezza e la sua posizione, si è pensato che essa fosse dedicata a illustri personalità siracusane-romane di quel periodo.
Il luogo dove si trova la vera Tomba di Archimede è tutt'oggi sconosciuto. Le ipotesi variano dalla Via dei Sepolcri, ad Acradina, presso il fiume Ciane, ma quale sia il vero luogo non è stato attualmente scoperto. Cicerone fu l'unico ad avere lasciato testimonianza scritta sul luogo esatto del sepolcro di Archimede, poiché fu egli a ritrovarlo durante la sua permanenza in Sicilia. Trovò la tomba dell'illustre matematico abbandonata e dimenticata dai siracusani che centocinquant'anni dopo l'Assedio romano, che portò all'uccisione di Archimede e alla presa della polis, sembravano aver perso la memoria di ciò che era accaduto nella loro patria e insistevano nel dire a Cicerone che Archimede non poteva trovarsi a Siracusa, altrimenti loro lo avrebbero certamente saputo. Ma Cicerone li smentì cercando con determinazione la tomba di Archimede, fino a quando la trovò. Disse Cicerone:
(Della istoria d'Italia antica e moderna..., 1819)
Un giorno scrutavo ogni angolo con lo sguardo (fuori della porta sacra a Ciane c'è un gran numero di sepolcri) e scorsi una piccola colonna che non sporgeva molto dai cespugli, su cui vi era l'immagine di una sfera e di un cilindro. Dissi subito ai Siracusani (si trovavano con me i più eminenti) che pensavo si trattasse di ciò che cercavo. Si mandò molta gente con falci e il luogo ripulito e sgombrato. Quando fu liberato l'accesso, ci avvicinammo al lato frontale del piedistallo: si vedeva un epigramma i cui versi erano corrosi verso la parte finale.»
(Cicerone, Tusculanae disputationes, V 23, 64-66..)
Una sfera ed un cilindro, i simboli posti dal generale romano Marco Claudio Marcello per onorare la tomba del famoso matematico inventore. Cicerone parla del Ciane e di molti sepolcri, dunque il luogo della vera tomba di Archimede sembrerebbe trovarsi o alla Neapolis oppure all'Acradina, entrambe vicine al lato sud delle porte aretusee alle quali fa riferimento l'oratore romano.

## Criticità
Da anni il parco archeologico soffre di carenze organizzativo-gestionali che hanno un impatto negativo sui visitatori, nonché diviene oggetto di articoli critici sui quotidiani nazionali. Il problema maggiore è legato alla scarsa autonomia del parco (sul modello di Agrigento), la cui autorizzazione spetterebbe alla Regione Sicilia, e di questo si dibatte vanamente da anni. Ciò determina importanti introiti che non tornano all'Ente rendendo impossibile anche la manutenzione ordinaria, come il taglio delle erbacce o il ripristino di insegne rotte. Inoltre continui problemi in merito all'organico causano spesso il rischio chiusura nei giorni festivi, e per la stessa ragione il percorso che conduce alla tomba di Archimede è chiuso salvo aprire grazie ad un accordo con il Comune solo nel periodo estivo.